# 村島義彦
村島 義彦（むらじま よしひこ、1945年 - ）は、日本の教育評論家。池坊短期大学幼児保育学科教授。大阪大学大学院文学修士課程修了。

## 経歴
- 立命館大学文学部人文総合科学インスティテュート教授
- 1975年 - 1979年 岡山理科大学講師
- 1979年 - 1989年 岡山理科大学助教授
- 1989年 - 1999年 岡山理科大学教授
- 1999年 - 2001年 大阪学院大学国際学部教授
- 2016年 - 2018年 池坊短期大学幼児保育学教授

## 書籍
- 1991年 全体としての人間を求めて・21世紀の教育　法律文化社
- 1991年 教育名著の愉しみ時事通信社
- 1996年 トランスパーソナル心理学と人間形成　玉川大学出版部〔人間形成論]
- 1996年 人間・教育・学校　法律文化社
- 2002年 教育トピックの教育学的考察　高管出版
- 2003年 教育人間学の挑戦　高管出版
- 2005年 行の人間学　高管出版
- 2006年 教育学の根本問題　ミネルヴァ書房
- 2007年 人間における愛現象の分析　人間学　高管出版
- 2009年 ダイアローグによる日常性の教育学　高管出版